# SŽ serija 510/515
SŽ 510/515 je serija večsistemskih elektromotornih potniških garnitur FLIRT proizvajalca Stadler Rail. Namenjene so zamenjavi serije 311/315 in dopolnitvi voznega parka Slovenskih železnic za elektrificirane proge. Največja hitrost garniture je 160 km/h. Ima 184 stojišč in 235 sedišč (12 prvi razred in 201 drugi razred). Ker so garniture večsistemske, bodo lahko vozile tudi v Avstrijo in Hrvaško.
Deli vlakov so bili proizvedeni v Švici (podstavni vozički), Avstriji (pogonski elektromotorji) in Belorusiji (izdelava košev), izdelava pa je potekala na Poljskem v mestu Siedlce. Testi so se izvajali na testni progi v Żmigródu na Poljskem.
Slovenske železnice so 17. aprila 2018 s podjetjem Stadler podpisale pogodbo za nakup 26 novih vlakov. Naslednje leto so podpisali pogodbo za dodatnih 26 garnitur. Tako bo do konca leta 2022 na slovenskih progah zapeljalo skupaj 21 garnitur serije 510/515. Prva garnitura (005/006) je bila dostavljena v Slovenijo septembra 2020. Prvo vožnjo v rednem potniškem prometu je opravil 4. julija 2021.
- SŽ 510-009/010 v Celju
- Notranjost